# Theodor Uppman
Theodor Uppman (12 janvier 1920 - 17 mars 2005) est un baryton américain, principalement connu pour sa création du rôle-titre de l’opéra Billy Budd de Benjamin Britten.

## Carrière
Il fit ses débuts en 1941 avec le Northern California Symphony Orchestra avant de se produire dans Pelléas et Mélisande avec l’Orchestre symphonique de San Francisco en 1947, ce qui lança sa carrière et qu’il reprit au New York City Opera en 1948 puis au Metropolitan Opera en novembre 1953. Il est choisi par Benjamin Britten pour la création de son opéra Billy Budd le 1er décembre 1951 au Covent Garden de Londres.
Fervent défenseur de l’opéra contemporain aux États-Unis, Uppman sera de la création de plusieurs œuvres de Carlisle Floyd, Thomas Pasatieri et Leonard Bernstein. Il fut par la suite professeur de chant à Manhattan jusqu’à son décès.